# 绵绳套索
绵绳套索，是一類中國古代的兵器，屬於軟兵器，可用來打人或捉人，有時末端會搭配銳器或鈍器用來攻擊敵人，如繩鏢、流星錘，也常出現在武俠小說之中。

## 源流
明朝福建人謝肇淛編纂的《五雜俎》列出「十八般武藝」：「一弓、二弩、三槍、四刀、五劍、六矛、七盾、八斧、九鉞、十戟、十一鞭、十二鐧、十三撾、十四殳、十五叉、十六耙、十七綿繩套索、十八白打。」
明朝茅元儀的《武備志》也收錄了雙飛撾、飛鉤、飛錘等運用繩索施展的兵器。
宋朝李昉等人編著的《太平廣記》記載，武周時期，将军李楷固，善用搨索。李尽忠之败也，麻仁节、张玄遇等并被搨将。獐鹿狐兔，走马遮截，放索搨之，百无一漏。

## 武術
少林寺也有部分使用绵绳套索的功夫，如繩鏢跟雙頭鏢、蒙仙網。除了少林寺之外，峨嵋派、崆峒派等流派也都有繩鏢的招式套路傳世。

## 文學作品
施耐庵編著的《水滸傳》中一百零八好漢裡的一丈青扈三娘就會使用紅錦套索，曾用來活捉彭玘、郝思文。如蓮居士所著《薛剛反唐》中也有薛剛之妻紀鸞英使紅絨套索生擒敵將仰必大的情節，熊大木所著《楊家將演義》中楊五郎之妻馬賽英善使九股練索，楊八娘也有用紅絨套索生擒敵將胡杰的情節。
金庸寫的《書劍恩仇錄》中男主角陳家洛便有使用劍盾珠索這種兵器，盾牌上生著九枚明晃晃的尖利倒鉤，盾牌可守可攻，倒鉤能鎖拿敵人兵器，右手運使五條繩索，每條繩索尖端均有鋼球，專點人身三十六大穴。
《碧血劍》中五毒教主何鐵手使的兵器中，也有蛛紅軟索這一項，蛛索細長多絲，一招既出，四面八方同時打到。十多根蛛索有的攻敵，有的防身，攻出去的剛收回守御，原來縮回的又反擊而出，攻守連環，毫無破綻。
《神鵰俠侶》中的女主角小龍女也有使用銀鈴索這件兵器，看似一條雪白綢帶，綢帶末端系著一個金色圓球，圓球中空有物，綢帶抖動，圓球如鈴子般響了起來，善於打穴之用。
《天龍八部》中丁春秋也用柔絲索生擒過阿紫，這柔絲索是用星宿海旁的雪蠶之絲製成。那雪蠶野生於雪桑之上，蠶無毒性，吐出來的蠶絲卻韌力大得異乎尋常，一根單絲便已不易拉斷，丁春秋這條柔絲索盡數在雪蠶絲絞成，微細透明，非肉眼所能察。蕭遠山也用長繩當兵刃，同時擊開數十名敵人，又捲起蕭峰將他救走。